# 楓樹腳溪
楓樹腳溪，又名南屯溪，舊稱犁頭店溪，位於臺中盆地，屬於烏溪水系，為土庫溪的支流，流域分佈於臺中市烏日區、臺中市中心及臺中市潭子區，因流經犁頭店、楓樹腳聚落（今南屯區楓樹里）而得名。
楓樹腳溪本流發源西屯區何厝莊，向南流經南屯區溝仔墘、犁頭店、下楓樹腳，於南屯區、烏日區交界處匯入東側流來之土庫溪。
依據經濟部水利署公告，楓樹腳溪注入土庫溪，以土庫溪為主流。

## 歷史

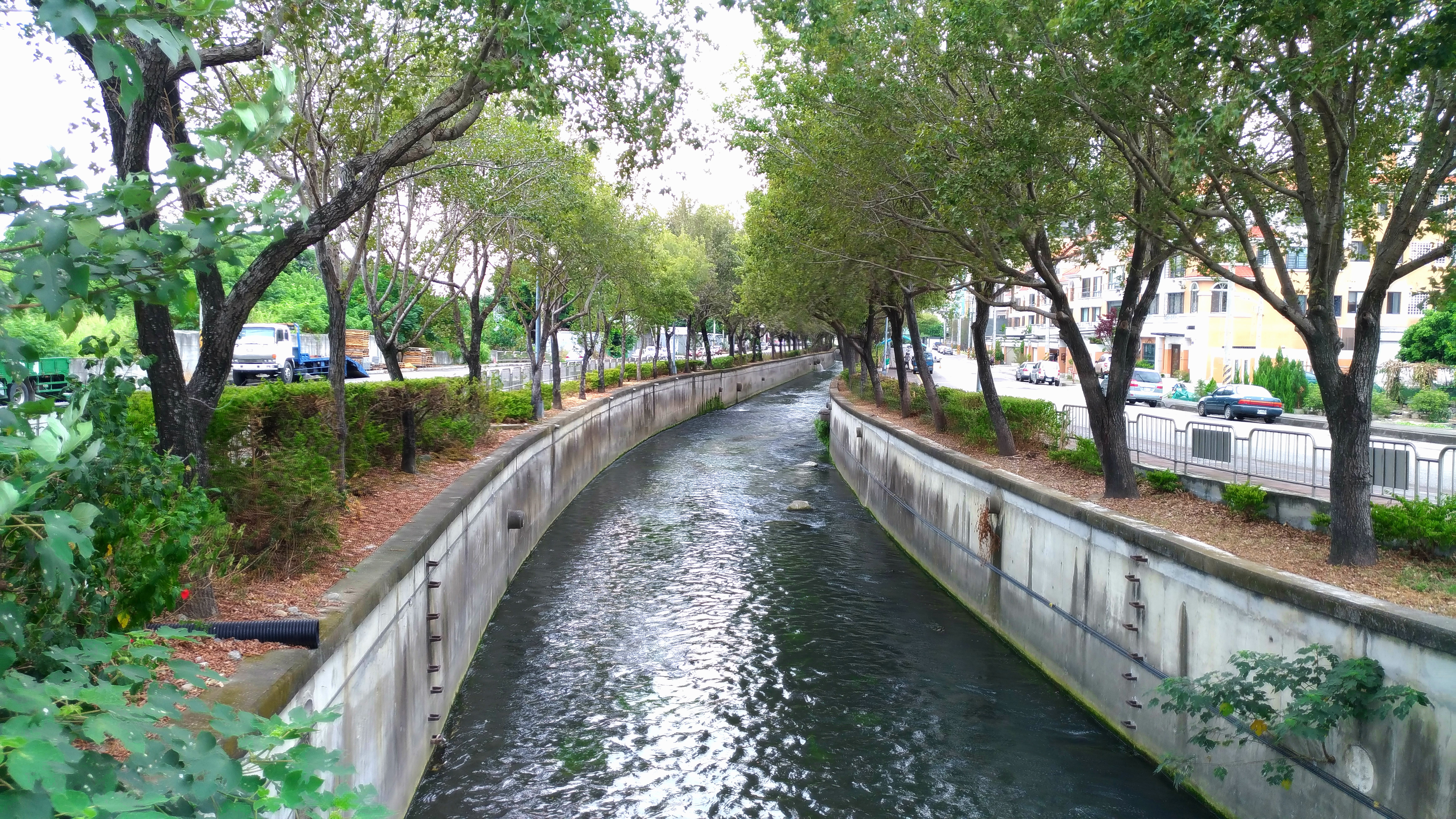
流經下楓樹腳地區的楓樹腳溪

舊南屯溪附近地區，早年經文史團體調查即發現有豐富的史前遺留，並將其命名為「麻糍埔遺址」。從台灣清治時期至民國70年代，南屯溪與南屯地區居民生活相互依存。舊南屯溪於清代臺中盆地開墾史中，因鄰近往來鹿港與葫蘆墩街之貿易古道，逐漸形成犁頭店街附近的重要農村聚落。
隨著臺中市第二、三、四期擴大都市計畫發布實施，南屯地區逐漸發展成住宅社區，以黎明路周邊發展最為快速。80年代，配合第七期、第八期重劃區開發，部分南屯溪河道納入重劃區排水，1995年（民國84年）南屯溪整治完成後，僅永順路與永春東二路間第13期市地重劃範圍內尚存一小段天然河道，為南屯溪原本的自然河道，稱為「舊南屯溪」，範圍北自永順路靠文心南七路段，沿楓樂巷南抵永春東二路和環中路交叉處附近。現今舊南屯溪之排水功能則已被新南屯溪的排水道取代。

## 文化資產
舊南屯溪擁有豐富生態且兼具疏洪功能，魚類、水草與鳥類在此和諧共生，為都市中難能可貴的自然生態資源。此外，舊南屯溪部分河段保留水利設施，提供周邊土地農作灌溉功能，象徵舊南屯溪對傳統農業社會的貢獻。由於舊南屯溪有高度景觀及人文意義，代表先民當年溯溪至臺中開墾之歷史意義，對南屯地區的發展具有歷史、文化上之意義與價值，而且舊南屯溪沿線有優美綠帶，展現舊南屯溪的自然生態與歷史古蹟，舊南屯溪畔有史前麻糍埔遺址，亦反映過去人類利用此溪水生活之意義。
2009年臺中市政府開始辦理臺中市第十三期市地重劃區，經過地方及文史專家爭取於2013年10月臺中市文化局將重劃區內的舊南屯溪、鐵道等設施登錄為文化景觀（2014年12月公告），成為台中市第一個天然河道的文化景觀，範圍大約今永春東二路以南的永順路至環中路五段間（麻糍埔遺址以北），2019年10月16日臺中市都市計畫配合「麻糍埔遺址及舊南屯溪文化景觀保存」第三次變更擴大保存範圍。

## 水系主要河川
- 楓樹腳溪：臺中市中心、臺中市烏日區

### 河流
- 舊旱溪
- 大里溪
- 烏溪
- 台灣河流列表

### 文化資產
- 麻糍埔遺址
- 樹德山莊
- 輔之居
- 江鑑能古墓

## 連結
- 都市河川的美麗與哀愁 | 主婦聯盟環境保護基金會 （页面存档备份，存于）
- 重現南屯溪--遺失的風景 （页面存档备份，存于）
- 【我們的島】最後的南屯溪 | PNN 公視新聞議題中心